# Västsvenska flaggan
Västsvenska flaggan är en inofficiell flagga för Västsverige som 1992 togs fram av heraldikern Per Andersson. Flaggan presenterades 2008 som en gemensam flagga för den västsvenska regionen, inklusive Halland, av Västsvenska handelskammaren.
Flaggan bygger på en flagga för Götaland, gul med blått kors, från 1970. Den har sedan mest kommit till användning i Östergötland. Med det tillagda vita innerkorset innehåller flaggan samma färger som Folkungalejonet i stora riksvapnet (som traditionellt ansetts representera "Göta rike") och Göteborgs stadsvapen. Det vita korset påminner också om att Halland en gång tillhört Danmark, och det blå att Bohuslän och delar av Dalsland tillhört Norge.
Flaggan har proportionerna längd: 6+1+2+1+14=25, och höjd: 6+1+2+1+6=16.